# الزاوية المشراوية
تقع الزاوية المشراوية على الحدود الإدارية بين بلديتي الحاج المشري وبريدة بولاية الأغواط ، الجزائر على إحدى روافد الوادي الطويل وهو وادي بريدة، وهي مبنية بمكان يدعى الدويسة، وموقع الزاوية محاط بلوحات طبيعية أخاذة من جبل قرن عريف شرقا وبالحقول والبساتين التي تسقى من عين البكاي غربا إلى ضفاف وادي بريدة شمالا وجنوبا.

## تأسيس الزاوية
يذكر أن التأسيس الأول للزاوية المشراوية كان خلال القرن الثاني عشر هجري من الشيخ بن حليمة بن منصور المشهور بتعليم وتحفيظ القرآن الكريم، ثم كان هذا التأسيس الذي بقيت عليه الزاوية إلى الآن وهو بناءها بإشارة من الشيخ عبد القادر بوشارب شيخ الزاوية البوشاربية بتوسنينة بدائرة السوقر والتي تعتبر امتدادا لزاوية الشيخ محمد بن أبي القاسم بالهامل ببوسعادة، وكان آنذاك الشيخ الحاج الطيب بن جلول مشراوي تلميذا عند الشيخ عبد القادر المذكور فسأله الشيخ إن كان ببلدكم مكان مرتفع بجواره عين عذب ماءها فأجاب التلميذ بنعم، فقال الشيخ هذا المكان يصلح للبناء فعاد الشيخ الحاج الطيب إلى والده وأخبره بما أشار به الشيخ فعمدوا إلى بناء أول بيت خصص للطلبة ثم ألحق ببيت آخر للضيوف وكان ذلك سنة 1932م.

## أهم مشائخها
- الشيخ بن حليمة بن منصور المؤسس الأول للزاوية.
- الشيخ الحاج المختار: التحق بالشيخ عطيطلة من دوار سيدي محمد الصغير من عرش أولاد سيدي الناصر ولازمه حتى حفظ القرآن الكريم وحظا من الفقه وعاد إلى أهله ليحافظ على استمرار الزاوية ورسالتها.
- الشيخ الحاج المشري بن المختار: والذي تحمل بلدية الحاج المشري اسمه وكان صاحب علم ومال وضريحه على الضفة الجنوبية لوادي القصب.
- الحاج جلول مشراوي: المولود سنة 1877م والذي كان له الفضل في بعث الزاوية من جديد بعد أن ركد نشاطها خصوصا بعد هجرة أولاد سيدي الناصر أثناء ثورة بوعمامة ثم المجاعات التي توالت طيلة سنين، فكان التأسيس المذكور آنفا سنة 1932م وقصد الطلبة الزاوية من جميع الجهات لحفظ القرآن وتدارسه ثم كانت وفاة الشيخ جلول مشراوي سنة 1944م.
- الشيخ الشهيد الحاج الطيب بن جلول: وهو من مواليد 1909م درس بزاوية الشيخ بوشارب بعرش أولاد سيدي خالد وعاد إلى زاوية آباءه ليساهم في تأسيسها الحديث ويواصل نهج التدريس وتحفيظ القرآن الكريم حتى قامت الثورة التحريرية فصار يستقبل المجاهدين ويحث الناس على الجهاد ويبث فيهم معاني الحراك الثوري وأقام الثوار تجمعا عاما بمقر الزاوية سنة 1956م داهم على إثره الاستعمار الفرنسي الزاوية وأحرق مكتبتها وألقى القبض على الشيخ الطيب وأذاقه من صنوف التعذيب حتى سقط شهيدا، ولم يلبث محمد الطاهر بن أخيه سليمان أن التحق بصفوف جبهة التحرير لأنه كان مطلوبا من الجيش الفرنسي.
- الشيخ الحاج سليمان بن جلول: والذي تحمل الزاوية اليوم اسمه رسميا، ولد سنة 1913م ودرس بالزاوية البوشاربية وكان صاحب جود وفضل وهمة عالية فواصل على طريق أجداده في تحفيظ القرآن وكان له حضور اجتماعي كبير في جميع مناحي الحياة حتى انتقل إلى الرفيق الأعلى في شهر ديسمبر سنة 1986م.
- الشيخ الحاج طيب بن سليمان: المولود في 31 من جويلية سنة 1963م، عين سنة 1981م من طرف وزارة الشؤون الدينية كمعلم للقرآن الكريم بمقر الزاوية تحت إشراف والده الشيخ سليمان إلى غاية 1997م حين توقف نشاط الزاوية بسبب الظروف الأمنية التي مرت بها البلاد آنذاك، وفي 27 من رجب عام 1434هـ الموافق لشهر جوان سنة 2013م أعيد النشاط بالزاوية بمقرر تكليف من مديرية الشؤون الدينية بولاية الأغواط.